# (1552) Bessel
(1552) Bessel – planetoida z grupy pasa głównego asteroid okrążająca Słońce w ciągu 5 lat i 84 dni w średniej odległości 3,01 au. Została odkryta 24 lutego 1938 roku w Obserwatorium Iso-Heikkilä w Turku przez Yrjö Väisälä. Nazwa planetoidy pochodzi od Friedricha Bessela (1784-1846), niemieckiego astronoma i matematyka. Przed nadaniem nazwy planetoida nosiła oznaczenie tymczasowe (1552) 1938 DE1.